# HMS Enterprise (1774)
HMS Enterprise (1774) — 28-пушечный фрегат 6 ранга Королевского флота, головной корабль одноименного типа. Шестой британский корабль под названием Enterprise.

## Постройка
Хотя Enterprise дал название целому типу 28-пушечных фрегатов Уильямса, он был заказан не первым, а четвертым, и так выступает в списках. Первые 5 кораблей по проекту Джона Уильямса от 1770 (одобрен 3 января 1771 года), а равно и 3 корабля типа Mermaid Слейда, строились в ответ на Фолклендский кризис. Два строились по контракту, а три на королевских верфях из импортного дуба. Эти три были заказаны несколько позже, после 12 января, новой администрацией лорда Сэндвича, отсюда изменение порядка в списке. Первые два были заказаны в рождественский день 1770 года. В тот же день заказаны два 50-пушечных корабля и пять 32-пушечных фрегатов.
Enterprise заказан в январе 1771 года. Заложен 9 сентября 1771 года. Спущен на воду в 24 августа 1774 года на королевской верфи в Дептфорде. Достраивался с апреля по 20 июня 1775 года, оснащен для заморской службы.

## Служба
1775 — вступил в строй в апреле, капитан Томас Рич (англ. Thomas Rich), командовал до 1779 года; 16 июля ушел в Средиземное море.

### Американская революционная война
1779 — был при начале осады Гибралтара.
1780 — январь, капитан Патрик Лесли (англ. Patrick Leslie), по-прежнему Средиземное море.
1781 — июль-октябрь, оснащение и обшивка медью в Вулвиче; август, рассчитан и немедленно возвращен в строй, капитан Джон Пэйн (англ. John Payne).
1782 — 27 апреля ушел на Подветренные острова; 4 октября взял 22-пушечный американский приватир Mohawk.
1783 — капитан Уильям Карнеги (англ. William Carnegie), Подветренные острова.

### Межвоенный период
1784 — май, выведен в резерв и рассчитан.
1790 — возвращен в строй в мае, лейтенант Эдвард Хаворт ((англ. Edward Howorth)); приспособлен под плавучую казарму для прессованных новобранцев в Дептфорде.
1791 — март, поставлен у Тауэра.
1792 — декабрь, возвращен в строй в той же роли, лейтенант М. Стюарт(?) (англ. M. J. Stuart).

### Французские революционные войны
1797 — возвращен в строй в той же роли, лейтенант Джон Йетс(?) (англ. John Yetts).

### Наполеоновские войны
1803 — март, возвращен в строй в той же роли, лейтенант Уильям Соммервилл (англ. William Sommerville).
1806 — лейтенант Уильям Баркер (англ. William Barker).
1807 — август, разобран в Дептфорде.